# Mistrzostwa Europy w Piłce Ręcznej Kobiet 2012 (składy)
Artykuł grupuje składy żeńskich reprezentacji narodowych w piłce ręcznej, które wystąpiły podczas Mistrzostw Europy w Piłce Ręcznej Kobiet 2012 rozegranych w Serbii od 4 do 16 grudnia 2012 roku.

## Informacje ogólne
Szerokie kłady liczące maksymalnie dwadzieścia osiem zawodniczek zgodnie z zasadami ustalonymi przez EHF były zgłaszane do 31 października 2012 roku. Na dzień przed rozpoczęciem zawodów reprezentacje ogłosiły oficjalne szesnastoosobowe składy, z którego w trakcie turnieju mogą wymienić maksymalnie trzy zawodniczki.